# Uptown Funk
"Uptown Funk" (hay thường được viết cách điệu là "UpTown Funk!") là một bài hát của nhà sản xuất âm nhạc người Anh Mark Ronson hợp tác với nghệ sĩ thu âm người Mỹ Bruno Mars nằm trong album phòng thu thứ năm của Ronson, Uptown Special (2015). Nó được phát hành vào ngày 10 tháng 11 năm 2014 như là đĩa đơn đầu tiên trích từ album bởi RCA Records. "Uptown Funk" được viết lời và sản xuất bởi hai nghệ sĩ và Jeff Bhasker, với sự tham gia đồng viết lời từ Philip Lawrence, Peter Hernandez và Devon Gallaspy, trong đó sử dụng đoạn nhạc mẫu từ bài hát năm 1979 của The Gap Band "Oops Up Side Your Head" được viết lời từ Lonnie Simmons, Charles Wilson, Ronnie Wilson, Robert Wilson và Rudolph Taylor cũng như bài hát năm 2012 của Trinidad James "All Gold Everything". Bài hát là sự kết hợp giữa nhiều thể loại nhạc khác nhau như funk, soul, boogie, Minneapolis sound và disco-pop mang nội dung đề cập đến những chàng trai tận hưởng niềm vui ở khu thành phố trên. Nó cũng đánh dấu lần hợp tác tiếp theo giữa Mars và Ronson sau album phòng thu thứ hai của Mars, Unorthodox Jukebox (2012), trong đó bao gồm hai đĩa đơn "Locked Out of Heaven" và "Gorilla".
Sau khi phát hành, "Uptown Funk" nhận được những phản ứng đa phần là tích cực từ các nhà phê bình âm nhạc, trong đó họ đánh giá cao giai điệu sôi động cũng như quá trình sản xuất của nó, đồng thời so sánh bài hát với âm nhạc của thập niên 1980 cũng như những tác phẩm từ nhiều nghệ sĩ như Prince, Morris Day và The Time. Ngoài ra, nó còn gặt hái nhiều giải thưởng và đề cử tại những lễ trao giải lớn, bao gồm chiến thắng tại giải Brit năm 2015 cho Đĩa đơn Anh quốc của năm và hai giải Grammy cho Thu âm của năm và Trình diễn song tấu hoặc nhóm nhạc pop xuất sắc nhất tại lễ trao giải thường niên lần thứ 58. "Uptown Funk" cũng tiếp nhận những thành công ngoài sức tưởng tượng về mặt thương mại, đứng đầu các bảng xếp hạng ở Úc, Bỉ, Canada, Pháp, Ireland, New Zealand, Tây Ban Nha và Vương quốc Anh, và lọt vào top 10 ở hầu hết những quốc gia nó xuất hiện, bao gồm vươn đến top 5 ở nhiều thị trường lớn như Đan Mạch, Phần Lan, Đức, Ý, Hà Lan và Thụy Điển. Tại Hoa Kỳ, bài hát đạt vị trí số một trên bảng xếp hạng Billboard Hot 100 trong 14 tuần liên tiếp, trở thành đĩa đơn quán quân đầu tiên của Ronson và thứ sáu của Mars, đồng thời tiêu thụ được hơn 7.9 triệu bản tại đây.
Video ca nhạc cho "Uptown Funk" được đồng đạo diễn bởi Mars và Cameron Duddy, trong đó bao gồm những cảnh hai nghệ sĩ và ban nhạc của nam ca sĩ The Hooligans nhảy múa trên một con đường thành phố, trước khi họ cùng nhau trình diễn bài hát trong một câu lạc bộ. Nó đã nhận được đề cử tại giải Brit năm 2015 cho Video Anh quốc của năm và năm đề cử tại giải Video âm nhạc của MTV năm 2015 cho Video của năm, Video Pop xuất sắc nhất, Hợp tác xuất sắc nhất, Đạo diễn xuất sắc nhất và chiến thắng hạng mục Video xuất sắc nhất của nam ca sĩ. Để quảng bá bài hát, hai nghệ sĩ đã trình diễn "Uptown Funk" trên nhiều chương trình truyền hình và lễ trao giải lớn, bao gồm The Ellen DeGeneres Show, Saturday Night Live, The Voice và Buổi diễn giữa hiệp Super Bowl 50, cũng như trong nhiều chuyến lưu diễn của họ. Kể từ khi phát hành, nó đã được hát lại và sử dụng đoạn nhạc mẫu bởi nhiều nghệ sĩ, như Christina Aguilera, Justin Bieber, Ed Sheeran, Rick Astley, Fall Out Boy, Fifth Harmony, Pentatonix và dàn diễn viên của Glee. Tính đến nay, "Uptown Funk" đã bán được hơn 20 triệu bản trên toàn cầu, trở thành đĩa đơn bán chạy thứ hai của năm 2015 cũng như là một trong những đĩa đơn bán chạy nhất mọi thời đại.

## Danh sách bài hát
| - Tải kĩ thuật số 1. "Uptown Funk" (hợp tác với Bruno Mars) – 4:30 - Đĩa CD 1. "Uptown Funk" (hợp tác với Bruno Mars) – 4:30 2. "Feel Right" (hợp tác với Mystikal) – 3:42 - Đĩa 12" A. "Uptown Funk" – 4:30 B. "Uptown Funk" (BB Disco Dub phối) – 6:19 | - EP phối lại 1. "Uptown Funk" (hợp tác với Bruno Mars) – 4:30 2. "Uptown Funk" (hợp tác với Bruno Mars) (Dave Audé phối lại) – 3:57 3. "Uptown Funk" (hợp tác với Bruno Mars) (Wideboys VIP phối lại) – 3:16 4. "Uptown Funk" (hợp tác với Bruno Mars) (Will Sparks phối lại) – 4:37 |

## Thành phần thực hiện
Thu âm
- Thu âm tại Cherry Beach Sound (Toronto),[16] Royal Studios (Memphis, Tennessee), Daptone Records (Brooklyn, New York), Electric Lady Studios (Thành phố New York), Zelig Sound (London, Armoury Studios (Vancouver, BC) và Enormous Studios (Venice, California).
- Phối khí tại Mixstar Studios (Virginia Beach, Virginia).

Phần của Antibalas và The Hooligans
| - Kèn – David Guy, Michael Leonhart, Jimmy King - Tenor saxophone – Neal Sugarman, Dwayne Dagger - Trombone – Raymond James Mason, Kameron Whalum - Baritone saxophone – Ian Hendrickson-Smith |

Thành phần
| - Viết lời – Mark Ronson, Philip Lawrence, Jeff Bhasker, Bruno Mars - Sản xuất – Mark Ronson, Jeff Bhasker, Bruno Mars - Phối khí – Serban Ghenea - Hỗ trợ – John Hanes - Kỹ sư – Boo Mitchell, Charles Moniz, Inaam Haq, Josh Blair, Riccardo Damian, Mark Ronson, Wayne Gordon - Hỗ trợ – Devin Nakao, Ken Lewis, Matthew Stevens - Master – Tom Coyne - Lập trình – Mark Ronson | - Bass - Jamareo Artis - Trống – Bruno Mars - Trống LinnDrum – Mark Ronson - Đàn phím – Jeff Bhasker - Hỗ trợ – Phredley Brown - Guitar – Mark Ronson - Giọng hát – Bruno Mars - Giọng nền – Boo Mitchell - Talkbox – Jeff Bhasker |

## Xếp hạng
| Bảng xếp hạng (2014-15)                   | Vị trí cao nhất |
| ----------------------------------------- | --------------- |
| Argentina (Monitor Latino)                | 16              |
| Úc (ARIA)                                 | 1               |
| Áo (Ö3 Austria Top 40)                    | 6               |
| Bỉ (Ultratop 50 Flanders)                 | 1               |
| Bỉ (Ultratop 50 Wallonia)                 | 1               |
| Brazil (Billboard Brasil Hot 100)         | 32              |
| Canada (Canadian Hot 100)                 | 1               |
| Canada CHR/Top 40 (Billboard)             | 1               |
| Canada Hot AC (Billboard)                 | 1               |
| Colombia (National-Report Top Anglo)      | 1               |
| Cộng hòa Séc (Rádio Top 100)              | 7               |
| Cộng hòa Séc (Singles Digitál Top 100)    | 2               |
| Đan Mạch (Tracklisten)                    | 2               |
| Châu Âu Digital Song Sales (Billboard)    | 1               |
| Phần Lan (Suomen virallinen lista)        | 5               |
| Pháp (SNEP)                               | 1               |
| Đức (Official German Charts)              | 3               |
| Hungary (Rádiós Top 40)                   | 1               |
| Hungary (Single Top 40)                   | 1               |
| Hungary (Dance Top 40)                    | 2               |
| Ireland (IRMA)                            | 1               |
| Israel (Media Forest)                     | 1               |
| Ý (FIMI)                                  | 3               |
| Nhật Bản (Japan Hot 100)                  | 12              |
| Lebanon (Lebanese Top 20)                 | 1               |
| Luxembourg Digital Song Sales (Billboard) | 1               |
| Hà Lan (Dutch Top 40)                     | 4               |
| Hà Lan (Single Top 100)                   | 2               |
| Mexico (Monitor Latino)                   | 1               |
| New Zealand (Recorded Music NZ)           | 1               |
| Na Uy (VG-lista)                          | 6               |
| Ba Lan (Polish Airplay Top 100)           | 7               |
| Scotland (OCC)                            | 1               |
| Slovakia (Rádio Top 100)                  | 33              |
| Slovakia (Singles Digitál Top 100)        | 2               |
| Slovenia (SloTop50)                       | 3               |
| Nam Phi (EMA)                             | 1               |
| Hàn Quốc (Gaon International Singles)     | 1               |
| Tây Ban Nha (PROMUSICAE)                  | 1               |
| Thụy Điển (Sverigetopplistan)             | 8               |
| Thụy Sĩ (Schweizer Hitparade)             | 2               |
| Anh Quốc (OCC)                            | 1               |
| Hoa Kỳ Billboard Hot 100                  | 1               |
| Hoa Kỳ Adult Contemporary (Billboard)     | 5               |
| Hoa Kỳ Adult Pop Airplay (Billboard)      | 1               |
| Hoa Kỳ Dance Club Songs (Billboard)       | 1               |
| Hoa Kỳ Dance/Mix Show Airplay (Billboard) | 1               |
| Hoa Kỳ Latin Pop Songs (Billboard)        | 8               |
| Hoa Kỳ Pop Airplay (Billboard)            | 1               |
| Hoa Kỳ Rhythmic (Billboard)               | 1               |

| Bảng xếp hạng                        | Vị trí |
| ------------------------------------ | ------ |
| UK Singles (Official Charts Company) | 5      |
| US Billboard Hot 100                 | 4      |
| US Pop Songs (Billboard)             | 20     |

| Bảng xếp hạng (2014)                     | Vị trí |
| ---------------------------------------- | ------ |
| Australia (ARIA)                         | 29     |
| Australia Urban (ARIA)                   | 5      |
| France (SNEP)                            | 72     |
| Netherlands (Dutch Top 40)               | 94     |
| UK Singles (Official Charts Company)     | 35     |
| Bảng xếp hạng (2015)                     | Vị trí |
| Australia (ARIA)                         | 1      |
| Australia Urban (ARIA)                   | 1      |
| Austria (Ö3 Austria Top 40)              | 16     |
| Belgium (Ultratop 50 Flanders)           | 1      |
| Belgium (Ultratop 50 Wallonia)           | 3      |
| Canada (Canadian Hot 100)                | 1      |
| Denmark (Tracklisten)                    | 9      |
| France (SNEP)                            | 2      |
| Germany (Official German Charts)         | 22     |
| Hungary (Rádiós Top 40)                  | 3      |
| Hungary (Single Top 10)                  | 9      |
| Hungary (Dance Top 40)                   | 4      |
| Ireland (IRMA)                           | 1      |
| Israel (Media Forest)                    | 1      |
| Japan (Japan Hot 100)                    | 18     |
| Italy (FIMI)                             | 11     |
| Netherlands (Dutch Top 40)               | 17     |
| Netherlands (Single Top 100)             | 8      |
| New Zealand (Recorded Music NZ)          | 1      |
| Poland (ZPAV)                            | 31     |
| Russia Airplay (Tophit)                  | 45     |
| Slovenia (SloTop50)                      | 16     |
| South Korea (Gaon International Singles) | 2      |
| Spain (PROMUSICAE)                       | 5      |
| Sweden (Sverigetopplistan)               | 18     |
| Switzerland (Schweizer Hitparade)        | 9      |
| UK Singles (Official Charts Company)     | 1      |
| US Billboard Hot 100                     | 1      |
| US Adult Contemporary (Billboard)        | 6      |
| US Adult Top 40 (Billboard)              | 5      |
| US Hot Dance Club Songs (Billboard)      | 39     |
| US Dance/Mix Show Airplay (Billboard)    | 3      |
| US Latin Pop Songs (Billboard)           | 12     |
| US Mainstream Top 40 (Billboard)         | 1      |
| US Rhythmic (Billboard)                  | 7      |
| Worldwide (IPFI)                         | 2      |
| Bảng xếp hạng (2016)                     | Vị trí |
| Argentina (Monitor Latino)               | 31     |
| Australia (ARIA)                         | 94     |
| Australia Urban (ARIA)                   | 14     |
| Brazil (Billboard Brasil Hot 100)        | 65     |
| France (SNEP)                            | 72     |
| Hungary (Dance Top 40)                   | 40     |
| Israel (Media Forest)                    | 45     |
| Japan (Japan Hot 100)                    | 75     |
| South Korea (Gaon International Singles) | 10     |
| Bảng xếp hạng (2017)                     | Vị trí |
| Australia Urban (ARIA)                   | 29     |
| South Korea (Gaon International Singles) | 13     |

## Chứng nhận
| Quốc gia | Chứng nhận   | Số đơn vị/doanh số chứng nhận |
| --- | ------------ | ----------------------------- |
| Úc (ARIA) | 15× Bạch kim | 1.050.000‡                    |
| Áo (IFPI Áo) | Vàng         | 15.000*                       |
| Bỉ (BEA) | 2× Bạch kim  | 60.000*                       |
| Canada (Music Canada) | Kim cương    | 800.000*                      |
| Đan Mạch (IFPI Đan Mạch) | 2× Bạch kim  | 120.000^                      |
| Pháp (SNEP) | Kim cương    | 233.333‡                      |
| Đức (BVMI) | Bạch kim     | 300.000‡                      |
| Ý (FIMI) | 5× Bạch kim  | 250.000‡                      |
| Nhật Bản (RIAJ) | Vàng         | 100.000^                      |
| México (AMPROFON) | 3× Bạch kim  | 180.000*                      |
| Hà Lan (NVPI) | Bạch kim     | 20.000^                       |
| New Zealand (RMNZ) | 5× Bạch kim  | 75.000*                       |
| Na Uy (IFPI) | 3× Bạch kim  | 30.000*                       |
| Hàn Quốc (Gaon Chart) | —            | 2,059,749                     |
| Tây Ban Nha (PROMUSICAE) | 4× Bạch kim  | 160.000‡                      |
| Thụy Điển (GLF) | Bạch kim     | 20.000‡                       |
| Anh Quốc (BPI) | 5× Bạch kim  | 3.000.000‡                    |
| Hoa Kỳ (RIAA) | 11× Bạch kim | 11.000.000‡                   |
| * Chứng nhận dựa theo doanh số tiêu thụ. ^ Chứng nhận dựa theo doanh số nhập hàng. ‡ Chứng nhận dựa theo doanh số tiêu thụ và phát trực tuyến. |              |                               |

## Lịch sử phát hành
| Quốc gia       | Ngày phát hành       | Định dạng              | Nhãn hiệu     | No. catalogue | Ng.     |
| -------------- | -------------------- | ---------------------- | ------------- | ------------- | ------- |
| Úc             | 10 tháng 11 năm 2014 | Tải kĩ thuật số        | Columbia Sony | Không         | [ 139 ] |
| Hoa Kỳ         | 10 tháng 11 năm 2014 | Tải kĩ thuật số        | Sony          | Không         | [ 12 ]  |
| Hoa Kỳ         | 11 tháng 11 năm 2014 | Contemporary hit radio | RCA Columbia  | Không         | [ 140 ] |
| Ý              | 14 tháng 11 năm 2014 | Contemporary hit radio | Sony          | Không         | [ 141 ] |
| Vương quốc Anh | 8 tháng 12 năm 2014  | Tải kĩ thuật số        | Columbia      | Không         | [ 142 ] |
| Đức            | 9 tháng 1 năm 2015   | Đĩa đơn CD             | Sony          | Không         | [ 13 ]  |
| Vương quốc Anh | 16 tháng 2 năm 2015  | 12"                    | Columbia      | Không         | [ 143 ] |
| Hoa Kỳ         | 17 tháng 2 năm 2015  | 12"                    | Columbia      | 88875069571   | [ 144 ] |